# Volcán Empakaai
El volcán Empakaai o cráter Embagai (Kasoko la Empakai en suajili, también conocida como Ela Nairobi) es una caldera volcánica colapsada ubicada en Naiyobi, distrito de Ngorongoro, en la región de Arusha, Tanzania. Llega a 300 metros de altura y 6 kilómetros de ancho. El cráter está lleno de un lago alcalino profundo (un lago de soda) que ocupa alrededor del 75% del fondo del cráter, cuya profundidad alcanza a aproximadamente 85 metros. El cráter es una caldera y está dentro del programa de protección de la Reserva de la Biosfera de la UNESCO. La elevación de Empakaai en el exterior es de 3.200 m sobre el nivel del mar en el lado occidental y 2.590 m sobre el nivel del mar en el lado oriental. Empakaai casi siempre está cubierto de neblina debido a su gran altitud, y el lago parece tener color esmeralda o azul profundo. El cráter forma parte de la zona geográfica Crater Highlands.
El borde del cráter ofrece vistas de Oldoinyo Lengai, el monte Kilimanjaro y el Gran Valle del Rift. Se permite a los visitantes el turismo de senderismo llegando hasta el cráter. En el borde del cráter hay dos zonas para acampadas. La flora y la vida de las aves en el cráter Empakaai y el cráter Olmoti son comparables, aunque el cráter Empakaai es mejor para observar la biodiversidad. En esta zona habitan el quebrantahuesos, el busardo augur, monos azules, antílopes, antílopes acuáticos y búfalos . El cráter es gobernado por la Autoridad del Área de Conservación de Ngorongoro.